# Roller Hockey Premier League 2017-2018
La Roller Hockey Premier League 2017-2018 è la 44ª edizione del torneo di primo livello del campionato inglese di hockey su pista. Esso è organizzato dalla Federazione di pattinaggio dell'Inghilterra. La competizione è iniziata il 9 ottobre 2017 e si concluderà il 16 giugno 2018.
Il torneo è stato vinto dal King's Lynn per la 3ª volta nella sua storia.

## Squadre partecipanti
| Club             | Stagione | Città         | Impianto                     | Stagione precedente                                        |
| ---------------- | -------- | ------------- | ---------------------------- | ---------------------------------------------------------- |
| Grimsby          | dettagli | Grimsby       | Grimsby leisure centre       | 5° in Roller Hockey Premier League                         |
| Herne Bay United | dettagli | Herne Bay     | The Bay Arena                | 2° in Roller Hockey Premier League                         |
| King's Lynn      | dettagli | King's Lynn   | Lynnsport                    | 1° in Roller Hockey Premier League, campione d'Inghilterra |
| Londra           | dettagli | Londra        | Millwall community scheme    | 6° in Roller Hockey Premier League                         |
| Manchester       | dettagli | Manchester    | Arcadia Sports Centre        | 8° in Roller Hockey Premier League, ripescato              |
| Middlesbrough    | dettagli | Middlesbrough | Middlesbrough sports village | 4° in Roller Hockey Premier League                         |
| Soham            | dettagli | Soham         | The ross peers sports centre | 3° in Roller Hockey Premier League                         |

## Risultati
| andata  | andata | Incontro                    | ritorno | ritorno |
|         |        |                             |         |         |
| 9 ott.  | 9-0    | King's Lynn-Manchester      | 13-4    | 10 feb. |
| 18 nov. | 5-10   | Londra-King's Lynn          | 2-4     | 24 mar. |
| 18 nov. | 18-9   | Grimsby-Manchester          | 14-4    | 12 mag. |
| 2 dic.  | 2-4    | Grimsby-King's Lynn         | 0-8     | 10 mar. |
| 3 dic.  | 3-4    | Herne Bay United-Londra     | 1-8     | 11 feb. |
| 9 dic.  | 12-2   | Grimsby-Herne Bay United    | 7-3     | 7 apr.  |
| 9 dic.  | 3-3    | Middlesbrough-King's Lynn   | 0-3     | 7 apr.  |
| 9 dic.  | 0-4    | Londra-Soham                | 4-4     | 24 feb. |
| 10 dic. | 11-10  | Manchester-Herne Bay United | 0-10    | 28 apr. |
| 13 gen. | 7-2    | King's Lynn-Soham           | 0-2     | 12 mag. |
| 20 gen. | 5-5    | Middlesbrough-Soham         | 2-4     | 8 apr.  |

| andata  | andata | Incontro                       | ritorno | ritorno |
|         |        |                                |         |         |
| 20 gen. | 3-7    | Herne Bay United-King's Lynn   | 1-4     | 19 mag. |
| 27 gen. | 3-6    | Manchester-Londra              | 2-22    | 2 giu.  |
| 3 feb.  | 6-1    | Soham-Herne Bay United         | 7-3     | 24 mar. |
| 10 feb. | 4-2    | Grimsby-Soham                  | 2-4     | 17 feb. |
| 11 feb. | 10-10  | Manchester-Middlesbrough       | 5-11    | 19 mag. |
| 17 feb. | 6-3    | Herne Bay United-Middlesbrough | 0-10    | 10 mar. |
| 18 feb. | 3-2    | Londra-Middlesbrough           | 3-3     | 20 mag. |
| 24 feb. | 3-3    | Middlesbrough-Grimsby          | 3-10    | 16 giu. |
| 10 mar. | 3-14   | Manchester-Soham               | 0-11    | 7 apr.  |
| 14 apr. | 2-8    | Londra-Grimsby                 | 0-10    | 5 mag.  |

| andata  | andata | Incontro                    | ritorno | ritorno |
|         |        |                             |         |         |
| 9 ott.  | 9-0    | King's Lynn-Manchester      | 13-4    | 10 feb. |
| 18 nov. | 5-10   | Londra-King's Lynn          | 2-4     | 24 mar. |
| 18 nov. | 18-9   | Grimsby-Manchester          | 14-4    | 12 mag. |
| 2 dic.  | 2-4    | Grimsby-King's Lynn         | 0-8     | 10 mar. |
| 3 dic.  | 3-4    | Herne Bay United-Londra     | 1-8     | 11 feb. |
| 9 dic.  | 12-2   | Grimsby-Herne Bay United    | 7-3     | 7 apr.  |
| 9 dic.  | 3-3    | Middlesbrough-King's Lynn   | 0-3     | 7 apr.  |
| 9 dic.  | 0-4    | Londra-Soham                | 4-4     | 24 feb. |
| 10 dic. | 11-10  | Manchester-Herne Bay United | 0-10    | 28 apr. |
| 13 gen. | 7-2    | King's Lynn-Soham           | 0-2     | 12 mag. |
| 20 gen. | 5-5    | Middlesbrough-Soham         | 2-4     | 8 apr.  |

| andata  | andata | Incontro                       | ritorno | ritorno |
|         |        |                                |         |         |
| 20 gen. | 3-7    | Herne Bay United-King's Lynn   | 1-4     | 19 mag. |
| 27 gen. | 3-6    | Manchester-Londra              | 2-22    | 2 giu.  |
| 3 feb.  | 6-1    | Soham-Herne Bay United         | 7-3     | 24 mar. |
| 10 feb. | 4-2    | Grimsby-Soham                  | 2-4     | 17 feb. |
| 11 feb. | 10-10  | Manchester-Middlesbrough       | 5-11    | 19 mag. |
| 17 feb. | 6-3    | Herne Bay United-Middlesbrough | 0-10    | 10 mar. |
| 18 feb. | 3-2    | Londra-Middlesbrough           | 3-3     | 20 mag. |
| 24 feb. | 3-3    | Middlesbrough-Grimsby          | 3-10    | 16 giu. |
| 10 mar. | 3-14   | Manchester-Soham               | 0-11    | 7 apr.  |
| 14 apr. | 2-8    | Londra-Grimsby                 | 0-10    | 5 mag.  |

## Classifica finale
|                        | Pos. | Squadra          | Pt | G  | V  | N | P  | GF | GS  | DR  |
| ---------------------- | ---- | ---------------- | -- | -- | -- | - | -- | -- | --- | --- |
| Inghilterra (bandiera) | 1.   | King's Lynn      | 31 | 12 | 10 | 1 | 1  | 72 | 24  | +48 |
|                        | 2.   | Soham            | 26 | 12 | 8  | 2 | 2  | 65 | 31  | +34 |
|                        | 3.   | Grimsby          | 25 | 12 | 8  | 1 | 3  | 90 | 44  | +46 |
|                        | 4.   | Londra           | 17 | 12 | 5  | 2 | 5  | 59 | 54  | +5  |
|                        | 5.   | Middlesbrough    | 11 | 12 | 2  | 5 | 5  | 55 | 55  | 0   |
|                        | 6.   | Herne Bay United | 6  | 12 | 2  | 0 | 10 | 43 | 79  | -36 |
|                        | 7.   | Manchester       | 4  | 12 | 1  | 1 | 10 | 51 | 148 | -97 |

Legenda:
      Campione d'Inghilterra e ammessa alla Rink Hockey Euroleague 2018-2019.
      Ammesse alla WS Europa Cup 2017-2018.
      Retrocesse in National Division 1 2017-2018.
Note:
Tre punti a vittoria, uno a pareggio, zero a sconfitta.
King's Lynn rinuncia a partecipare alla Rink Hockey Euroleague 2018-2019.
Soham rinuncia a partecipare alla WS Europa Cup 2018-2019.
Grimsby rinuncia a partecipare alla WS Europa Cup 2018-2019.

## Verdetti
| Verdetto                          | Club                    |
| --------------------------------- | ----------------------- |
| Campione d'Inghilterra 2017-2018  | King's Lynn (3º titolo) |
| Retrocesso in National Division 1 | Manchester              |